# Liiga 2019/20
Die Saison 2019/20 war die 45. Spielzeit der finnischen Eishockeyprofiliga und die siebte nach der Umbenennung in Liiga. Titelverteidiger von 2019 war HPK Hämeenlinna. Die zwei letzten Spieltage (12. und 14. März 2020) der regulären Saison sollten ohne Zuschauer ausgetragen werden, nachdem die finnische Regierung alle Veranstaltungen mit mehr als 500 Zuschauern aufgrund der COVID-19-Pandemie in Finnland am 12. März verboten hatte. Einen Tag später wurde die Liiga-Saison inklusive der Play-offs abgebrochen. Ein Meister wurde nicht bestimmt.

## Teilnehmer

### Team-Übersicht
| Team     | Ort          | Halle                | Kapazität | Cheftrainer         | Kapitän             |
| -------- | ------------ | -------------------- | --------- | ------------------- | ------------------- |
| HIFK     | Helsinki     | Helsingin Jäähalli   | 8.200     | Jarno Pikkarainen   | Lennart Petrell     |
| HPK      | Hämeenlinna  | Ritari-areena        | 5.360     | Antti Pennanen      | Niklas Friman       |
| Ilves    | Tampere      | Tampereen jäähalli   | 7.300     | Jouko Myrrä         | Eemeli Suomi        |
| Jukurit  | Mikkeli      | Ikioma Areena        | 4.487     | Pekka Kangasalusta  | Miika Roine         |
| JYP      | Jyväskylä    | LähiTapiola Areena   | 4.618     | Pekka Tirkkonen     | Juuso Vainio        |
| KalPa    | Kuopio       | Olvi Areena          | 5.300     | Tommi Miettinen     | Tommi Jokinen       |
| KooKoo   | Kouvola      | Lumon Areena         | 6.200     | Jussi Ahokas        | Alexander Bonsaksen |
| Kärpät   | Oulu         | Oulun Energia Areena | 6.614     | Mikko Manner        | Lasse Kukkonen      |
| Lukko    | Rauma        | Kivikylän Areena     | 5.400     | Pekka Virta         | Tapio Laakso        |
| Pelicans | Lahti        | Isku Areena          | 5.534     | Ville Nieminen      | Hannes Björninen    |
| SaiPa    | Lappeenranta | Kisapuisto           | 4.820     | Tero Lehterä        | Elmeri Kaksonen     |
| Sport    | Vaasa        | Vaasan Sähkö Areena  | 4.448     | Ari-Pekka Pajuluoma | Erik Riska          |
| Tappara  | Tampere      | Tampereen jäähalli   | 7.300     | Jukka Rautakorpi    | Kristian Kuusela    |
| TPS      | Turku        | Gatorade Center      | 11.820    | Kalle Kaskinen      | Lauri Korpikoski    |
| Ässät    | Pori         | Isomäki Areena       | 6.443     | Ari-Pekka Selin     | Niklas Appelgren    |

### Trainerwechsel
| Klub     | Bisheriger Trainer  | Grund      | Datum              | Tabellenplatz | Neuer Trainer   |
| -------- | ------------------- | ---------- | ------------------ | ------------- | --------------- |
| Ilves    | Karri Kivi          | Entlassung | 30. September 2019 | 15.           | Jouko Myrrä     |
| TPS      | Kalle Kaskinen      | Entlassung | 1. November 2019   | 14.           | Marko Virtanen  |
| Sport    | Ari-Pekka Pajuluoma | Entlassung | 23. November 2019  | 15.           | Risto Dufva     |
| Pelicans | Ville Nieminen      | Entlassung | 30. November 2019  | 12.           | Jesse Welling   |
| Jukurit  | Pekka Kangasalusta  | Entlassung | 6. Januar 2020     | 13.           | Marko Kauppinen |

## Hauptrunde

### Modus
Jede der 15 Mannschaften bestritt 60 Spiele in der Hauptrunde. Jedes Spiel bestand aus dreimal 20 Minuten. Bei Gleichstand nach der regulären Spielzeit wurden fünf Minuten Verlängerung gespielt. Das erste Tor in der Verlängerung entschied das Spiel für die Mannschaft, die das Tor erzielte. Im Fall, dass nach der Verlängerung immer noch kein Sieger gefunden war, wurde das Spiel durch Penalty-Schießen entschieden.
Ein Sieg in der regulären Spielzeit brachte einer Mannschaft drei Punkte. Ein Sieg und eine Niederlage nach Verlängerung wurden mit zwei bzw. einem Punkt vergütet. Für eine Niederlage in regulärer Spielzeit gab es keine Punkte.

### Tabelle
| Pl. | Mannschaft | Sp | S  | OTS | OTN | N  | Tore    | Punkte |
| --- | ---------- | -- | -- | --- | --- | -- | ------- | ------ |
| 1.  | Kärpät     | 59 | 36 | 7   | 5   | 11 | 185:114 | 127    |
| 2.  | Lukko      | 59 | 32 | 8   | 6   | 13 | 190:121 | 118a   |
| 3.  | Tappara    | 60 | 30 | 11  | 7   | 12 | 188:128 | 119a   |
| 4.  | Ilves      | 59 | 32 | 6   | 6   | 15 | 182:133 | 114    |
| 5.  | KooKoo     | 59 | 30 | 7   | 6   | 16 | 172:129 | 110    |
| 6.  | HIFK       | 59 | 26 | 8   | 9   | 16 | 174:143 | 103    |
| 7.  | HPK        | 59 | 27 | 7   | 7   | 18 | 157:147 | 102    |
| 8.  | JYP        | 59 | 25 | 6   | 4   | 24 | 177:159 | 91     |
| 9.  | Ässät      | 59 | 20 | 4   | 8   | 27 | 141:170 | 76     |
| 10. | KalPa      | 59 | 19 | 5   | 8   | 27 | 156:186 | 75     |
| 11. | TPS        | 59 | 17 | 5   | 8   | 29 | 149:185 | 69     |
| 12. | SaiPa      | 59 | 18 | 4   | 4   | 33 | 123:185 | 66     |
| 13. | Jukurit    | 59 | 11 | 8   | 7   | 33 | 127:178 | 56     |
| 14. | Pelicans   | 59 | 12 | 7   | 4   | 36 | 120:201 | 54     |
| 15. | Sport      | 59 | 11 | 4   | 8   | 36 | 129:191 | 49     |

a Da der letzte Spieltag nicht ausgetragen wurde, wurde die finale Hauptrundentabelle anhand des Punktequotienten bestimmt.
Abkürzungen:  Pl. = Platz, Sp = Spiele, S = Siege, N = Niederlagen, OTS = Siege nach Verlängerung (Overtime), OTN = Niederlagen nach Verlängerung, T = Tore, GT = Gegentore, TVH = Torverhältnis, M = Vorjahresmeister
Erläuterungen:  Champions-Hockey-Leage-Teilnehmer, Spengler-Cup-Teilnehmer

### Beste Scorer
Quelle: eliteprospects.com; Abkürzungen:  Sp = Spiele, T = Tore, V = Assists, Pkt = Punkte, +/− = Plus/Minus, SM = Strafminuten; Fett:  Bestwert
| Spieler            | Team    | Sp | T  | V  | Pkt | SM  | +/− |
| ------------------ | ------- | -- | -- | -- | --- | --- | --- |
| Justin Danforth    | Lukko   | 56 | 27 | 33 | 60  | 26  | +26 |
| Eemeli Suomi       | Ilves   | 57 | 26 | 31 | 57  | 42  | +23 |
| Julius Nättinen    | JYP     | 54 | 33 | 22 | 55  | 22  | +19 |
| Jesse Puljujärvi   | Kärpät  | 56 | 24 | 29 | 53  | 52  | +30 |
| Kristian Kuusela   | Tappara | 55 | 20 | 33 | 53  | 16  | +19 |
| Juho Lammikko      | Kärpät  | 57 | 22 | 29 | 51  | 48  | +30 |
| Teemu Turunen      | HIFK    | 43 | 20 | 31 | 51  | 14  | +11 |
| Kim Strömberg      | KooKoo  | 59 | 23 | 27 | 50  | 45  | +3  |
| Juha-Pekka Haataja | KooKoo  | 59 | 17 | 33 | 50  | 16  | −1  |
| Jere Karjalainen   | Tappara | 57 | 24 | 25 | 49  | 20  | +4  |
| Cody Kunyk         | HPK     | 59 | 10 | 39 | 49  | 18  | +16 |
| Anton Levtchi      | Tappara | 59 | 13 | 33 | 46  | 20  | +14 |
| Mika Pyörälä       | Kärpät  | 51 | 20 | 25 | 45  | 18  | +35 |
| Martin Berger1     | KooKoo  | 46 | 2  | 4  | 6   | 183 | +11 |

1 Zum Vergleich: Spieler mit den meisten Strafminuten

### Beste Torhüter
Quelle: Liiga; Abkürzungen: Sp = Spiele, Min = Eiszeit (in Minuten), GT = Gegentore, SO = Shutouts, Sv% = gehaltene Schüsse (in %), GTS = Gegentorschnitt; Fett: Bestwert
| Spieler            | Mannschaft | Sp | Min     | S  | U  | N  | GT | GTS  | SVS  | Sv%   | SO |
| ------------------ | ---------- | -- | ------- | -- | -- | -- | -- | ---- | ---- | ----- | -- |
| Justus Annunen     | Kärpät     | 23 | 1358:27 | 15 | 3  | 5  | 40 | 1,77 | 522  | 92,88 | 6  |
| Lukáš Dostál       | Ilves      | 43 | 2591:43 | 27 | 6  | 8  | 77 | 1,78 | 986  | 92,76 | 3  |
| Patrik Rybár       | Kärpät     | 37 | 2143:06 | 21 | 9  | 5  | 65 | 1,82 | 792  | 92,42 | 4  |
| Lassi Lehtinen     | Lukko      | 29 | 1646:39 | 15 | 8  | 4  | 50 | 1,82 | 593  | 92,22 | 3  |
| Michael Garteig    | Tappara    | 34 | 1967:36 | 15 | 9  | 9  | 66 | 2,01 | 860  | 92,87 | 3  |
| Henrik Haukeland   | KooKoo     | 50 | 2920:22 | 25 | 11 | 14 | 99 | 2,03 | 1054 | 91,41 | 8  |
| Christian Heljanko | Tappara    | 28 | 1683:18 | 15 | 9  | 3  | 57 | 2,03 | 636  | 91,77 | 1  |
| Oskari Setänen     | Lukko      | 33 | 1924:39 | 17 | 6  | 9  | 67 | 2,09 | 752  | 91,82 | 5  |
| Frans Tuohimaa     | HIFK       | 33 | 1895:59 | 16 | 7  | 9  | 68 | 2,15 | 648  | 90,5  | 3  |
| Sami Aittokallio   | Ässät      | 25 | 1290:43 | 9  | 3  | 10 | 51 | 2,37 | 484  | 90,47 | 2  |
| Atte Engren        | HIFK       | 28 | 1671:05 | 10 | 10 | 7  | 66 | 2,37 | 582  | 89,81 | 0  |

## Auszeichnungen
| Auszeichnung                 | Gewinner        | Mannschaft |
| ---------------------------- | --------------- | ---------- |
| Lasse-Oksanen-Trophäe        | Justin Danforth | Lukko      |
| Jari-Kurri-Trophäe           | nicht vergeben  |            |
| Kultainen kypärä             | Justin Danforth | Lukko      |
| Veikkauksen Kultainen kypärä | Justin Danforth | Lukko      |
| Veli-Pekka-Ketola-Trophäe    | Justin Danforth | Lukko      |
| Aarne-Honkavaara-Trophäe     | Julius Nättinen | JYP        |
| Juha-Rantasila-Trophäe       | Mikko Kousa     | HIFK       |
| Jarmo Wasaman muistopalkinto | Matias Maccelli | Ilves      |
| Urpo-Ylönen-Trophäe          | Lukáš Dostál    | Ilves      |
| Pekka-Rautakallio-Trophäe    | Matt Caito      | KooKoo     |
| Matti-Keinonen-Trophäe       | Mika Pyörälä    | Kärpät     |
| Raimo-Kilpiö-Trophäe         | Ville Koho      | SaiPa      |
| Unto-Wiitala-Trophäe         | Mikko Kaukokari |            |
| Pentti-Isotalo-Trophäe       | Hannu Sormunen  |            |
| Kalevi-Numminen-Trophäe      | Jussi Ahokas    | KooKoo     |

All-Star-Team
- Torhüter: Lukáš Dostál (Ilves)
- Verteidiger: Matt Caito (KooKoo), Jakub Krejčík (Kärpät)
- Stürmer: Justin Danforth (Lukko), Eemeli Suomi (Ilves), Julius Nättinen (JYP)